# العلاقات الصينية المجرية
العلاقات الصينية المجرية هي العلاقات الثنائية التي تجمع بين الصين والمجر.

## مقارنة بين البلدين
هذه مقارنة عامة ومرجعية للدولتين:
| وجه المقارنة                                              | الصين                    | المجر                                                       |
| --------------------------------------------------------- | ------------------------ | ----------------------------------------------------------- |
| المساحة (كم2)                                             | 9.60 مليون               | 93.04 ألف                                                   |
| عدد السكان (نسمة)                                         | 1.33 مليار               | 9.78 مليون                                                  |
| الكثافة السكانية (ن./كم²)                                 | 138.54                   | 105.12                                                      |
| العاصمة                                                   | بكين                     | بودابست                                                     |
| اللغة الرسمية                                             | اللغة الصينية القياسية   | لغة مجرية                                                   |
| العملة                                                    | رنمينبي                  | فورنت مجري                                                  |
| الناتج المحلي الإجمالي (بليون دولار)                      | 12.24 تريليون            | 139.14 مليار                                                |
| الناتج المحلي الإجمالي (تعادل القوة الشرائية) بليون دولار | 19.82 تريليون            | 260.42 مليار                                                |
| الناتج المحلي الإجمالي الاسمي للفرد دولار أمريكي          | 8.03 ألف                 | 12.36 ألف                                                   |
| الناتج المحلي الإجمالي للفرد دولار أمريكي                 | 13.21 ألف                | 25.07 ألف                                                   |
| مؤشر التنمية البشرية                                      | 0.728                    | 0.828                                                       |
| رمز المكالمات الدولي                                      | +86                      | +36                                                         |
| رمز الإنترنت                                              | .cn، .中国 ‏، .中國 ‏      | .hu                                                         |
| المنطقة الزمنية                                           | توقيت الصين، ت ع م+08:00 | ت ع م+01:00، ت ع م+02:00، أوروبا/بودابست ‏، توقيت وسط أوروبا |

## مدن متوأمة
في ما يلي قائمة باتفاقيات التوأمة بين مدن صينية ومجرية:
- ترتبط سامينغ مع 15th district of Budapest [الإنجليزية]‏ باتفاقية توأمة.
- ترتبط تشونغتشينغ مع بودابست باتفاقية توأمة منذ 1983.
- ترتبط ووهان مع جيور باتفاقية توأمة منذ 2009.[14][14][14]
- ترتبط بكين مع بودابست باتفاقية توأمة منذ 14 مارس 1979.
- ترتبط تشنجيانغ مع Kiskőrös [الإنجليزية]‏ باتفاقية توأمة منذ 2004.[15][15]
- ترتبط ينان مع سيجد باتفاقية توأمة.
- ترتبط تونغلياو مع دبرتسن باتفاقية توأمة.
- ترتبط شانغهاي مع بودابست باتفاقية توأمة منذ 2007.[16][16][16][16]
- ترتبط تشوتشو مع إيرد باتفاقية توأمة.
- ترتبط شيجياتشوانغ مع ناجيكانيزسا باتفاقية توأمة.
- ترتبط شينيانج مع Makó [الإنجليزية]‏ باتفاقية توأمة.
- ترتبط هاربن مع نيرغهازا باتفاقية توأمة منذ 9 سبتمبر 2016.[17][18][19][20]
- ترتبط بانجين مع Orosháza [الإنجليزية]‏ باتفاقية توأمة.

## منظمات دولية مشتركة
يشترك البلدان في عضوية مجموعة من المنظمات الدولية، منها:
| علم المنظمة | اسم المنظمة                               | تاريخ انضمام الصين | تاريخ انضمام المجر |
| ----------- | ----------------------------------------- | ------------------ | ------------------ |
|             | مؤسسة التنمية الدولية                     | 24 سبتمبر 1960     | 29 أبريل 1985      |
|             | يونسكو                                    | 4 نوفمبر 1946      | 14 سبتمبر 1948     |
|             | وكالة ضمان الاستثمار متعدد الأطراف        | 30 أبريل 1988      | 21 أبريل 1988      |
|             | الأمم المتحدة                             | 25 أكتوبر 1971     | 14 ديسمبر 1955     |
|             | الفريق المعني برصد الأرض                  | ?                  | ?                  |
|             | الاتحاد البريدي العالمي                   | ?                  | ?                  |
|             | البنك الدولي للإنشاء والتعمير             | 27 ديسمبر 1945     | 7 يوليو 1982       |
|             | الاتحاد الدولي للاتصالات                  | 1 سبتمبر 1920      | 1866               |
|             | منظمة حظر الأسلحة الكيميائية              | ?                  | ?                  |
|             | مؤسسة التمويل الدولية                     | 15 يناير 1969      | 29 أبريل 1985      |
|             | المركز الدولي لتسوية المنازعات الاستشارية | 6 فبراير 1993      | 6 مارس 1987        |
|             | منظمة التجارة العالمية                    | 11 ديسمبر 2001     | 1995               |
|             | مجموعة الموردين النوويين                  | ?                  | ?                  |
|             | منظمة الشرطة الجنائية الدولية             | ?                  | ?                  |

## أعلام
هذه قائمة لبعض الشخصيات التي تربطها علاقات بالبلدين:
- ساندور ليو (متزلج سريع مجري، 20 نوفمبر 1995 – )

## وصلات خارجية
- موقع وزارة الخارجية الصينية
- موقع وزارة الخارجية المجرية